# Daniela de Jong
Daniela Isabelle de Jong (n. 1 septembrie 1998, Stockholm, Suedia) este o handbalistă suedeză care joacă pentru clubul românesc SCM Râmnicu Vâlcea și pentru echipa națională a Suediei. De Jong evoluează pe postul de centru.

## Biografie

### La echipe de club
Daniela de Jong a început să joace handbal la clubul suedez Kungsängens SK. După o perioadă petrecută și la secția de tineret a clubului IFK Tumba, ea a fost transferată de Skuru IK în 2013. În sezonul 2015/16, handbalista a jucat primele sale meciuri în prima divizie la echipa feminină a Skuru IK. În paralel, ea a căpătat experiență de joc la clubul partener Nacka HK. La Skuru, sportiva a devenit o jucătoare cheie, care ulterior a fost numită căpitanul echipei. Cu Skuru IK, Daniela de Jong a câștigat campionatul Suediei în 2021 și Cupa Suediei în 2022.
Din vara anului 2022, Daniela de Jong este legitimată la SCM Râmnicu Vâlcea.

### La echipa națională
Inițial, Daniela de Jong a jucat pentru selecționatele naționale de junioare și tineret ale Suediei. Ea a luat parte la campionatul mondial pentru junioare din 2016, unde Suedia s-a clasat pe locul 7.
Handbalista a debutat la echipa națională de senioare a Suediei pe 7 octombrie 2021, într-un meci împotriva Islandei. La campionatul mondial din 2021, unde Suedia a terminat pe locul 5, ea a jucat în 7 meciuri și a înscris 11 goluri. La campionatul mondial din 2023, unde De Jong a înscris 4 goluri, Suedia s-a clasat pe locul 4.

## Palmares
- Liga Suedeză de Handbal
  -  Câștigătoare: 2021

- Cupa Suediei
  -  Câștigătoare: 2021

- Liga Europeană EHF
  - Sfert-finalistă: 2023